# Апостольский нунций в Албании
Апостольский нунций в Республике Албания — дипломатический представитель Святого Престола в Албании. Данный дипломатический пост занимает церковно-дипломатический представитель Ватикана в ранге посла. Апостольская нунциатура в Албании была учреждена на постоянной основе 12 ноября 1920 года, после установления дипломатических отношений между Святым Престолом и Албанией. Её резиденция находится в Тиране.
В настоящее время Апостольским нунцием в Албании является архиепископ, назначенный Папой Львом XIV.

## История
Апостольская нунциатура в Албании, в качестве постоянной Апостольской делегатуры, была учреждена 12 ноября 1920 года, бреве «Quae catholico»  Папы римского Бенедикта XV.
Апостольская делегатура в Болгарии просуществовала до 1945 года, когда коммунистическое правительство разорвало дипломатические отношения между Святым Престолом и Албанией. Дипломатические отношения между Святым Престолом и Албанией были восстановлены в 1991 году, после падения коммунистического режима в Албании и бреве «Commodioribus iam» от 16 января 1991 года Папы римского Иоанна Павла II учредило Апостольскую нунциатуру.

## Апостольские нунции в Албании
- Эрнесто Коцци — (ноябрь 1920 — 23 февраля 1926);
- Джованни Баттиста делла Пьетра, S.J. — (9 марта 1927 — 1936);
- Ильдебрандо Антониутти — (19 мая 1936 — 14 июля 1938 — назначен апостольским делегатом в Канаде);
- Леоне Джованни Баттиста Нигрис — (18 августа 1938 — 1945);
  - Дипломатические отношения разорваны (1945—1991);
- Иван Диас — (16 января 1991 — 8 ноября 1996 — назначен архиепископом Бомбея);
- Джон Булайтис — (25 марта 1997 — 26 июля 2008);
- Рамиро Молинер Инглес — (26 июля 2008 — 1 сентября 2016);
- Чарльз Джон Браун — (9 марта 2017 — 28 сентября 2020 — назначен апостольским нунцием на Филиппинах);
- Луиджи Бонацци — (10 декабря 2020 — 21 января 2025, в отставке).